# Agar.io
Agar.io is een MMO dat is ontwikkeld door Matheus Valadares. Op 8 juli 2015 publiceerde Miniclip een Android- en iOS-versie. De naam "Agar. io" is een samentrekking van het bindmiddel agar en het topleveldomein '.io'.

## Gameplay
Spelers besturen een cel in een grote kaart (petrischaal); het doel van het spel is om als cel zo groot mogelijk te worden door het slikken van pellets en kleinere cellen, zonder daarbij te worden opgeslokt door grotere cellen. Het kan in vier modes gespeeld worden: Free-For-All-mode (FFA), in teams, in een experimental-mode of met vrienden. In alle modi, met uitzondering van "teams", hebben spelers de mogelijkheid om de skin van hun cel te veranderen door hun naam te wijzigen in bijvoorbeeld doge, wojak, Belgium of Obama, men kan ook met ervaringspunten of met geld nieuwe skins verkrijgen.
Agar.io bestaat uit drie entiteiten:
- Pellets, of voedsel, worden willekeurig over de kaart verspreid. Deze kan de speler opeten opdat zijn massa toeneemt.
- Cellen worden bestuurd door elke speler. De speler kan enkel cellen die kleiner dan hemzelf zijn opslokken, dat kan direct of door een splitsing gebeuren. Hoe groter de cel hoe langzamer hij zich voortbeweegt.
- Virussen kunnen grotere cellen in vele stukken laten splitsen. Kleinere cellen kunnen zich achter deze verschuilen ter bescherming tegen de grotere cellen. De speler heeft ook de mogelijkheid om een virus naar een andere cel te sturen. Er bestaat ook een groter rood virus, de "Moedercel". Zij spuwt pellets uit wanneer een speler er massa naartoe schiet of wanneer een speler al dan niet per ongeluk erin terechtkomt.

## Ontwikkeling
Agar.io werd voor het eerst aangekondigd op het internetforum 4chan op 28 april 2015 door Matheus Valadares, een Braziliaanse ontwikkelaar die op dat moment 19 jaar oud was. Valadares voegde er later nieuwe functies aan toe, zoals een puntensysteem. En een "experimental-mode" voor het testen van experimentele functies.
Op 8 juli 2015 werd er een mobiele versie voor iOS en Android gepubliceerd door Miniclip.

## Recensies
Het kreeg vele positieve recensies vooral omwille van zijn eenvoud. De mobiele versies kregen daarentegen meer kritiek. Het spel stond al snel in de lijst van de 1000 meest bezochte websites, en in de top 10 van meest gezochte termen op Google in 2015, de mobiele versies werden meer dan tien miljoen keer tijdens de eerste week gedownload.